# Tonight’s Decision
Tonight’s Decision ist das vierte Studioalbum der schwedischen Metal-Band Katatonia. Es erschien im Jahr 1999 bei Peaceville Records.

## Entstehung und Veröffentlichung
Nach Discouraged Ones wechselten Katatonia von Avantgarde Music zu Peaceville Records. Mikael Oretoft verließ die Band wieder, Fred Norrman übernahm nun neben der Gitarre den Bass. Als Schlagzeuger wurde Dan Swanö engagiert. Anfang 1999 spielten sie ein neues Album ein, neben Musik und Texten von Nyström und Renkse wurde eine Coverversion von Jeff Buckley aufgenommen. Tonight’s Decision wurde von der Band produziert, Mikael Åkerfeldt fungierte für den Gesang wieder als Koproduzent. Travis Smith zeichnete für das Artwork verantwortlich. Peaceville Records legte das Album 2000 und 2003 mit Bonus-Titeln neu auf, 2007 auch auf Doppel-LP.

## Titelliste
1. For My Demons – 5:47
2. I Am Nothing – 4:37
3. In Death, A Song – 4:51
4. Had to (Leave) – 6:03
5. This Punishment – 2:46
6. Right into the Bliss – 5:04
7. No Good Can Come of This – 4:24
8. Strained – 4:15
9. A Darkness Coming – 5:01
10. Nightmares by the Sea – 4:15 (Jeff-Buckley-Cover)
11. Black Session – 7:01

Bonus-Titel
1. No Devotion – 4:48
2. Fractured – 5:52

## Stil
Katatonia führen auf dem Album die mit Discouraged Ones eingeläutete Entwicklung zu einer für die Band charakteristischen Mischung aus Dark Rock und Dark Metal fort. Neben melancholischen Gesangs- und Gitarrenmelodien finden sich v. a. viele Riffs, die noch härter und schwerer als auf dem Vorgängeralbum ausfallen, die Schlagzeugrhythmen sind druckvoller. Auf Tonight’s Decision finden sich jedoch auch ruhigere Stücke. Das Album wirkt insgesamt songorientierter, eingängiger und ausgereifter als Discouraged Ones.

## Rezeption
Das Album wurde von der Presse positiv aufgenommen. William York von Allmusic lobt das „durchgehend solide Songwriting“. Wolf-Rüdiger Mühlmann vom Rock Hard bezeichnet die Kompositionen auf Tonight’s Decision als „warm und angenehm pulsierende Ohrwürmer, die gänzlich ohne Kitsch und Bombast auskommen und in erster Linie von exquisiter Gitarrenarbeit, druckvollem Drumming und wahrlich verführerischem Gesang leben“. Moritz Grütz von metal1.info resümiert: „Mit ‚Tonight’s Decision‘ hält man eines der absolut legendären Alben von KATATONIA in Händen, das definitiv in keiner Sammlung fehlen sollte.“